# Jill Balser
Jill Suzanne Balser, née le 3 mars 1986 à Digby, est une femme politique canadienne, membre du Parti progressiste-conservateur de la Nouvelle-Écosse.
Elle représente la circonscription de Digby-Annapolis à l'Assemblée législative de la Nouvelle-Écosse depuis les élections du 17 août 2021.

## Biographie
Jill S. Balser est la fille de l'ex-ministre et ex-député provincial Gordon Balser, qui a représenté Digby-Annapolis de 1998 à 2003. Elle est née et a grandi à Digby.
Elle est titulaire d'un baccalauréat en biologie environnementale et d'un certificat en administration des affaires de l'Université du Nouveau-Brunswick ainsi que d'un certificat en marketing du sport et des événements du Collège George Brown (en).
Jill Balser est également professeure de yoga.